# Tosa Yukihiro
Tosa Yukihiro, mort vers 1434. XIVe – XVe siècle, est un peintre japonais actif durant la première moitié du XVe siècle .

## Biographie
Donné comme étant le fils de Fujiwara Yukimitsu (Tosa Yukimitsu), il est le premier du nom de Tosa, avec le titre de Tosa Shōkan, Seigneur de Tosa, qui apparaît fréquemment dans diverses sources littéraires de son temps: elles contiennent de nombreuses références sur ses peintures bouddhiques et sur ses portraits. 

## Travaux collectifs
Il participe entre autres, avec cinq autres peintres, Fujiwara Mitsukuni, Kasuga Yukihide, Rokkabu Jakusai  (1348-1424), Awataguchi Ryūkō (ou de son vrai nom: Takamitsu Awataguchi) (actif début XVe siècle) et Eishun (actif début XVe siècle), au rouleau horizontal Yūzū-nembutsu-engi (Origine et développement de la secte  Yūzū), conservé au temple Seiryō-ji de Kyōto, qui est souvent reproduit sous forme de gravure.

## Œuvres connues

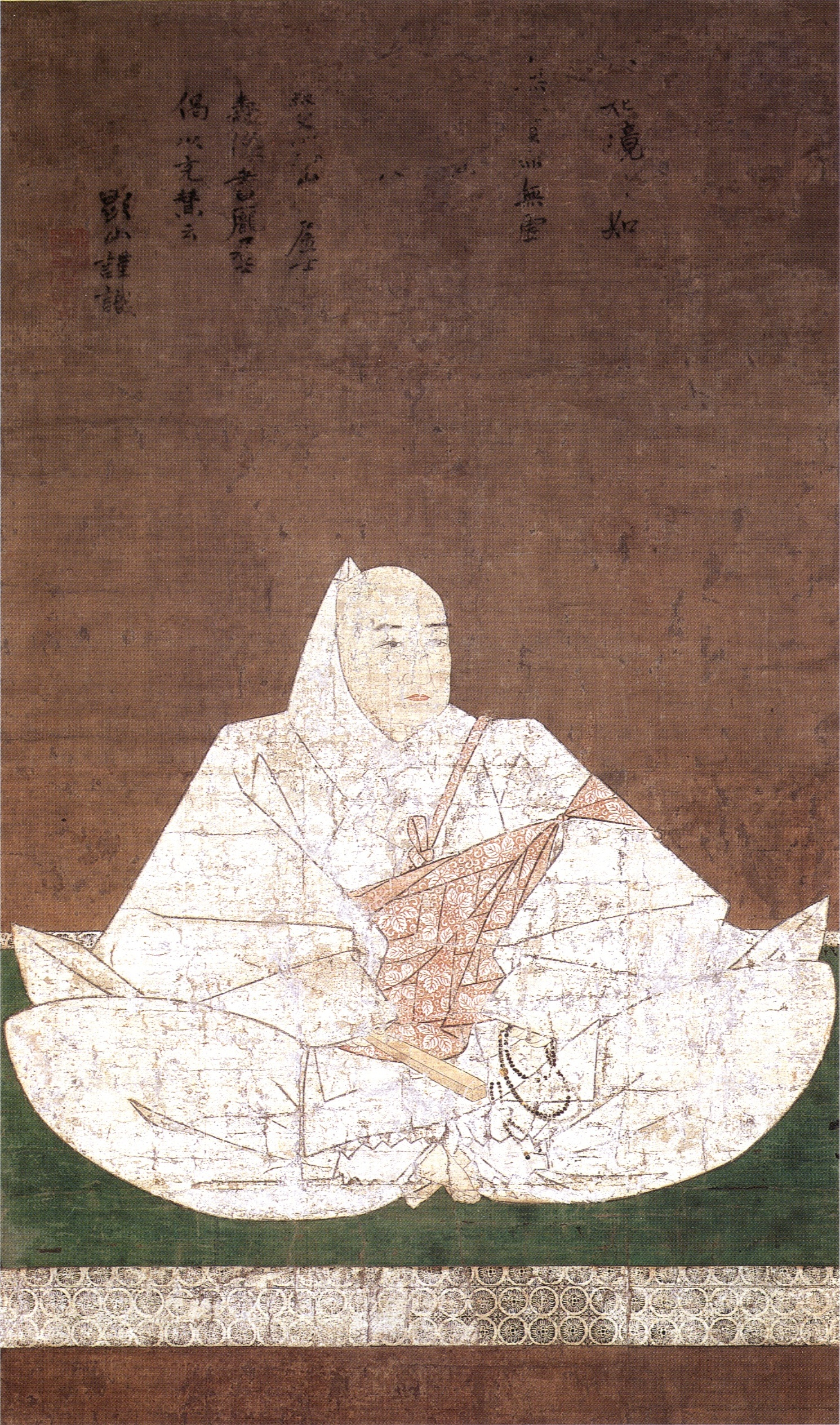
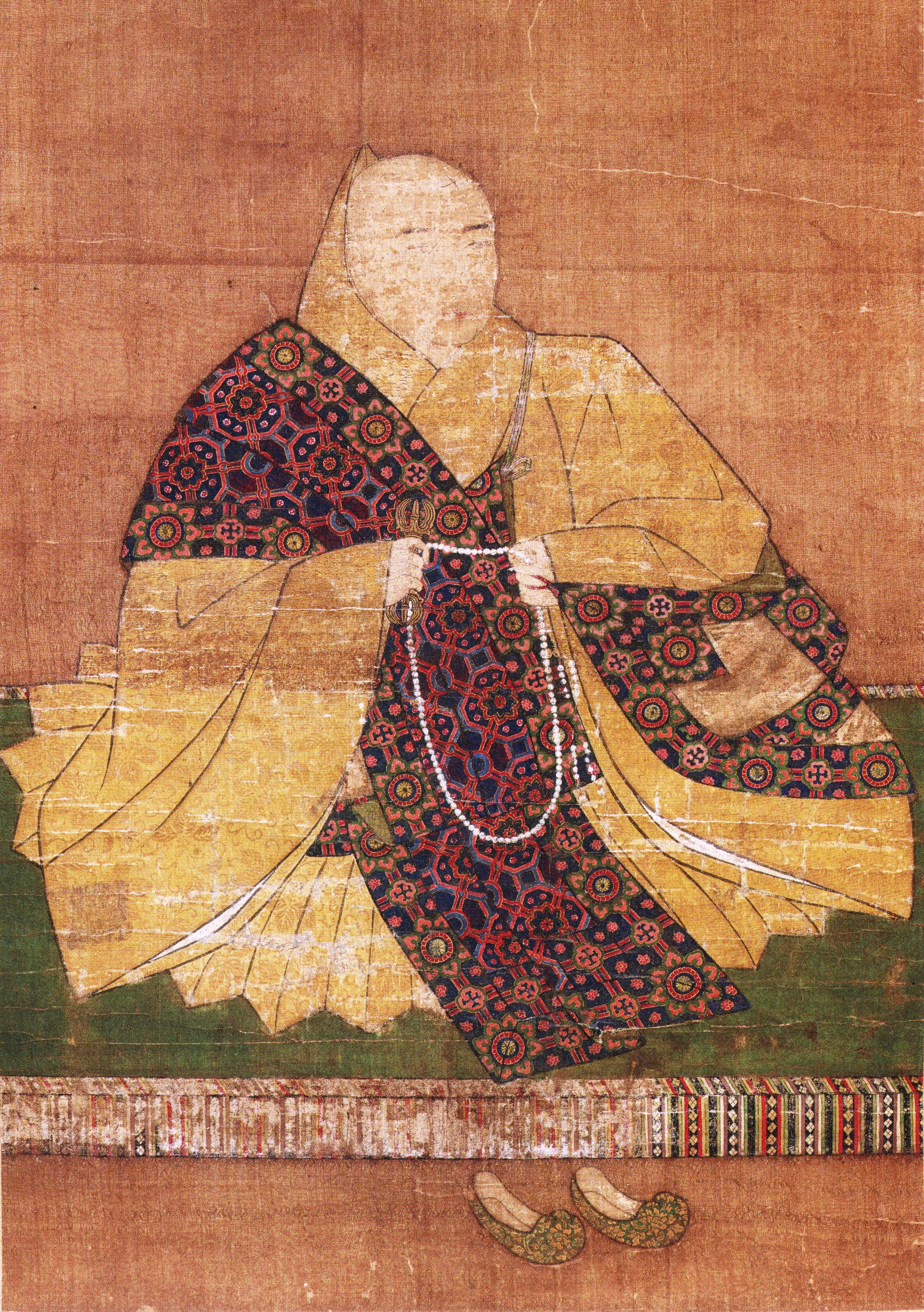